# سیارک ۲۱۵۳۰
سیارک ۲۱۵۳۰ (به انگلیسی: 21530 Despiau، نامگذاری:1998MB38) بیست و یک هزار و پانصد و سی‌امین سیارک کشف شده‌است که در ۲۶ ژوئن ۱۹۹۸ کشف شد.
قدر مطلق سیارک برابر ۲۵.۷ است.